# Tyrissa polygrapha
Tyrissa polygrapha är en fjärilsart som beskrevs av George Francis Hampson 1926. Tyrissa polygrapha ingår i släktet Tyrissa och familjen nattflyn. Inga underarter finns listade i Catalogue of Life.